# Republika Svobodný Wendland

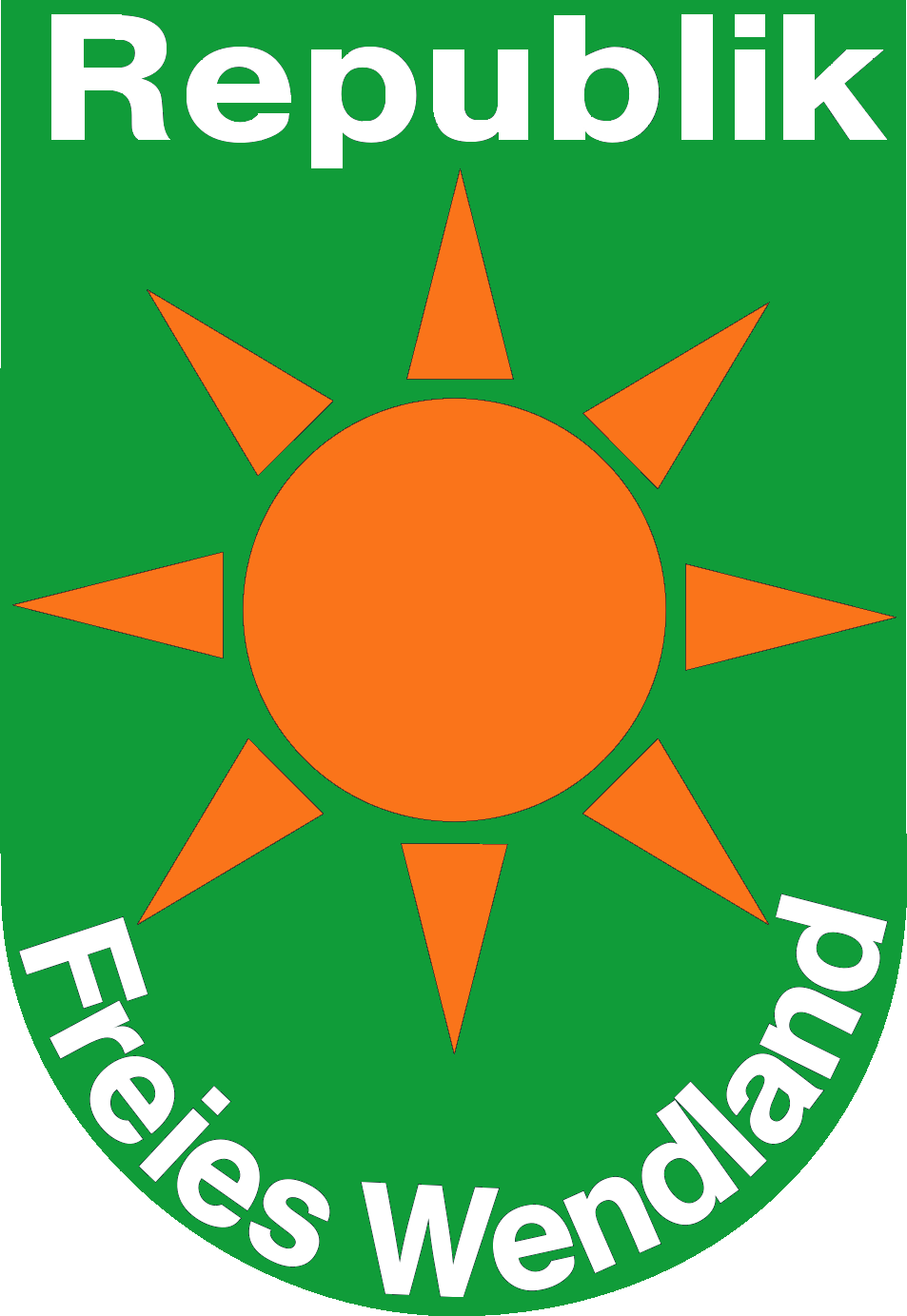
Znak

Republika Svobodný Wendland (Republik Freies Wendland) byl krátce existující mezinárodně neuznávaný státeček, který vyhlásili na jaře 1980 ekologičtí aktivisté v dolnosaském kraji Wendland. Důvodem založení republiky byl nesouhlas s rozhodnutím spolkových úřadů vybudovat úložiště radioaktivního odpadu u vesnice Gorleben. Okolo pěti tisíc demonstrantů se 3. května 1980 utábořilo na místě plánované šachty č. 1004 a vybudovalo improvizovanou kolonii, kterou prohlásili za nezávislý stát s vlastní volenou samosprávou; prodávali také sympatizantům pasy Wendlandu po deseti markách. Blokády se zúčastnili např. Gerhard Schröder, Rüdiger Sagel a Wolf Biermann. Existence komunity byla ukončena policejním zásahem 4. června téhož roku.